# Epilobium spitianum
Epilobium spitianum är en dunörtsväxtart som beskrevs av Harsh Jeet Chowdhery och S.K. Murti. Epilobium spitianum ingår i släktet dunörter, och familjen dunörtsväxter. Inga underarter finns listade i Catalogue of Life.